# Biển Mawson
Biển Mawson là khu vực biển dọc theo dải bờ biển Queen Mary ở phía đông của Nam Cực giữa thềm băng Shackleton ở phía tây và vịnh Vecennes ở phía đông. phía tây của biển và thềm băng Shackleton là biển Davis. phía đông là đảo Bowman và vịnh Vincennes.
Hai sông băng chính chảy vào biển Mawson đó là: sông băng Scott (ở Đông Nam Cực) và sông băng Denman. Sông băng Denman chảy định kỳ vào biển hình thành nên đảo băng Pobeda.